# 협력작용
시너지(영어: synergy) 또는 협력작용(協力作用) 혹은 상승효과(相乘效果)는 일반적으로 두 개 이상의 것이 하나가 되어, 독립적으로만 얻을 수 있는 것 이상의 결과를 내는 작용이다. 시너지라는 용어는 "함께 일하다"라는 뜻의 그리스어 낱말 syn-ergos, συνεργός에서 나왔다.
시너지는 어떤 단위의 산출물이 다른 단위의 투입물로 사용될 때나 두 조직이 사장과 전문지식을 공동으로 이용할 때 그 효과를 발휘할 수 있다. 이러한 관계는 비용을 절감하고 수익을 발생시킬 수 있도록 한다. 정보기술을 사용하면 분리된 사업 단위들의 운영을 하나로 묶어 그 단위들이 총체적으로 운영될 수 있도록 하여 시너지 효과를 창출할 수 있다.

## 회사의 시너지

### 마케팅
마케팅의 시너지는 정보 캠페인, 연구, 과학적 발견, 연구 개발의 실험의 사용을 가리킨다. 이는 여러 목적을 위한 제품 판매라든지 오프 마켓(off-market) 판매, 또 마케팅 도구의 개발, 그리고 일부의 경우엔 효과를 극대화하는 것을 제고시킨다. 회사의 리더들이 사용하는 의미없는 유행어이기도 하다.

## 컴퓨터
시너지는 어드밴스트 체스(advanced chess)와 같이 인간의 힘과 컴퓨터의 힘을 합치는 것으로 정의할 수도 있다. 컴퓨터는 인간보다 훨씬 더 빠른 속도로 데이터를 처리할 수 있지만 임의의 자극에 대해 의미있게 반응하는 능력은 결여되어 있다.

## 같이 보기
- 상호작용
- 창발
- 촉매
- 혁신의 전파(DoI)
- 얼리어답터